# De wereld van Darren Shan
De wereld van Darren Shan (originele titel The Saga of Darren Shan of Cirque du Freak: The Saga of Darren Shan) is een twaalfdelige jeugdboekenreeks van de Ierse schrijver Darren Shan. De verhalen draaien om een jongen, eveneens Darren Shan genaamd, die een vampier wordt en in een strijd tussen twee vampierclans belandt.
Darren Shan schreef het eerste boek uit de reeks als extra project tussen twee boeken voor volwassenen door. Het boek kreeg goede recensies waardoor Shan besloot de reeks uit te breiden. De boeken zijn inmiddels in 37 landen uitgebracht in 30 verschillende talen. In 2009 verscheen een film gebaseerd op de eerste drie boeken.

## De boeken in de reeks
De reeks is opgedeeld in vier trilogieën:
Freakshow trilogie
1. De Grote Freakshow
2. Vampiersleerling
3. Tunnels van Bloed

Vampierstrilogie
1. De Vampiersberg
2. Op leven en dood
3. De vampiersprins

Schemerjagers trilogie
1. De schemerjagers
2. Bondgenoten van de nacht
3. Moordenaars bij dageraad

Noodlot trilogie
1. Het Dodenmeer
2. Heer van het Duister
3. Zonen van het Lot

## Hoofdpersonages
Darren Shande hoofdpersoon uit de serie. Hij werd een vampier in dienst van Crepsley na een bezoek aan diens freakshow. Darren houdt een dagboek bij over zijn belevenissen als vampier. Uiteindelijk werd hij een vampiersprins.
Steve LeonardDarrens vriend, totdat Darren een vampier werd en Steve zich verraden voelde. Hij neemt zich voor de beste vampierjager ter wereld te worden. Later wordt hij zelfs half-vampanees.
Larten Crepsleyde vampier die Darren tot zijn leerling heeft gemaakt. Hij is meer dan 200 jaar oud en diende ooit als generaal in een vampierleger. Hij was ook bijna Vampiersprins, maar dat wilde hij uiteindelijk niet.
Annie ShanDarrens zusje, die nog wel een mens is.
Vancha Harsteen voormalige half-vampanees die is overgelopen naar de vampiers omdat hij zijn slachtoffers niet wilde vermoorden.

## Achtergrond
De vampiers in de boekenreeks zijn op meerdere punten anders dan de vampier zoals men die het beste kent. Ze zijn niet zozeer ondood en kunnen op meerdere manieren gedood worden, en ze zijn ook niet noodzakelijk kwaadaardig. Ze drinken geen bloed door hun slachtoffer in de nek te bijten, maar uit kleine wondjes in de bloedvaten die ze nadien meteen weer helen. Op die manier blijft het slachtoffer in leven en houdt in principe niks aan de vampierbeet over. Vampiers kunnen niet veranderen in een dier of in mist, maar hebben wel andere bovenmenselijke eigenschappen zoals bovenmenselijke kracht en snelheid.
De vampiergemeenschap wordt geregeerd door eergevoel, traditie, en persoonlijke trots. De vampiers kennen een eigen religie.
Naast de standaard vampiers kent de reeks ook een ander ras genaamd vampanezen. Deze komen wel grotendeels overeen met het traditionele beeld van de vampier. De twee rassen zijn in een constante oorlog met elkaar verwikkeld.

## Andere media

### Manga
Een manga gebaseerd op de boeken, genaamd Cirque du Freak, werd gepubliceerd in de Shogakukan anthologie van Shonen Sunday. De manga is buiten Japan uitgebracht door HarperCollins en Yen Press.

### Films
In 2006 kocht Warner Bros. de filmrechten op het eerste boek, maar een film kwam niet van de grond en de filmrechten gingen uiteindelijk terug naar Shan.
In oktober 2009 bracht Universal Pictures de film Cirque du Freak: The Vampire's Assistant uit, welke gebaseerd is op de eerste drie boeken.